# 2022年伊斯坦布尔爆炸案
2022年11月13日下午4点20分，土耳其最大城市伊斯坦布尔贝伊奥卢区独立大街发生爆炸。据伊斯坦布尔行政长官阿里耶里卡亚透露，事件共造成6人死亡、81人受伤。当局表示爆炸由一枚簡易爆炸裝置引发，该装置由一名女子遗留在案发现场，故把她定为头号嫌疑人。土耳其内政部部长苏莱曼·索伊卢表示当局怀疑库尔德斯坦工人党及叙利亚民主联盟党策动事件，由艾因阿拉伯的叙利亚库尔德人指挥，起因是土耳其于2019年入侵叙利亚罗贾瓦地区。包括头号嫌疑人在内的22人被捕。
事发的独立大街曾于2015年和2016年成为恐怖袭击的目标，两次袭击由伊斯兰国及库尔德斯坦工人党策动 。

## 背景
20世纪末21世纪初，伊斯兰主义者和库尔德民族主义者经常在伊斯坦布尔策动袭击事件，其中2016年3月同样发生在独立大街的自杀式爆炸袭击造成炸弹袭击者在内5人死亡。
2015年发生的傑伊蘭珀納爾事件让土耳其当局与库尔德斯坦工人党长达两年的停火破局，双方爆发激烈冲突，伤亡惨重，近年来有加剧的迹象。自2022年5月以来，埃尔多安政府要求对叙利亚的自治地方展开新一轮地面行动，加强对当地的攻击。
另一方面，伊斯兰国于2010年代中发动一连串袭击，其叛乱活动到2010年代末才大幅度下降。2022年6月，伊朗支持势力在伊斯坦布尔发动恐怖袭击的阴谋被当局挫败。
面对经济疲软的环境，执政党正义与发展党在即将到来的2023年土耳其大選中面临巨大考验。过去十年，埃尔多安政府公开反对库尔德斯坦工人党，利用军事言论及反对外部行动来争取土耳其民族主义者投票支持。2016年整肃行动以来，土耳其境内的政治言论、媒体、公开演讲，乃至学术司法部门的声音都受到严密监控，反政府言论几乎没有生存空间。被视为埃尔多安最大对手的伊斯坦布尔市长埃克雷姆·伊馬姆奥盧与亲库尔德人民民主党结盟，计划共同参加2023年的大选，结果被当局起诉，计划撤销其公职，剥夺参选权利。

## 事发过程
事发的独立大街是伊斯坦布尔的热门旅游景点，也是通往塔克西姆广场的主干道。据土耳其新闻门户网站OdaTV透露，爆炸由一枚簡易爆炸裝置引发，该装置由一名女子遗留在案发现场。据土耳其司法部长贝基尔·博兹达格介绍，现场监控画面拍到该女子在街边长凳上坐了大概40分钟，直到爆炸发生前不久才离去。爆炸造成周边玻璃窗户碎裂，现场有民众流血，消防人员及救护车赶往现场提供救助。警方在爆炸现场周围设置警戒线，禁止民众进入独立大街及塔克西姆广场范围。
爆炸造成8人死亡，81人受伤。内阁部长德莉娅·亚尼克表示死者包括家庭及社会事务部成员优素福·梅丹（Yusuf Meydan）和他的女儿。81人受伤中有39人当天出院，5人在重症病房接受治疗。
土耳其总统雷杰普·塔伊普·埃尔多安对事件表示谴责；伊斯坦布尔行政长官在最初的报告中称事件为恐怖袭击。袭击发生后，伊斯坦布尔首席检察官办公室迅速展开调查，至少8名检察官获指派处理案件。土耳其内政部部长苏莱曼·索伊卢表示当局怀疑库尔德斯坦工人党及叙利亚民主联盟党策动事件，由艾因阿拉伯的叙利亚库尔德人指挥。他表示袭击动机是报复土耳其入侵叙利亚罗贾瓦地区，批评美国支持罗贾瓦地区的人民保護部隊。包括有头号嫌疑的叙利亚公民阿拉姆·阿尔巴希尔（Ahlam Albashir）在内的22人被捕。土耳其警方称阿拉姆证实自己和库尔德工人党及民主联盟党有联系，之前一直被叙利亚方面训练成特别情报人员，案发前经叙利亚阿夫林区进入土耳其。阿拉姆曾几名女工在一家纺织车间工作，其中几人也被逮捕，另有两名涉嫌计划将嫌疑人带到保加利亚的人贩子被捕。

## 各方反应
袭击发生后不到一个小时，伊斯坦布尔刑事法院下达传播禁令，禁止民众在社交媒体散播事件的音视频，只允许媒体采访地方官员。CNN土耳其语频道与土耳其广播电视公司随即暂停报道事件。当地网速大幅度降低，访问Twitter等社交媒体的延迟较大。
伊斯坦布尔市长埃克雷姆·伊馬姆奥盧视察爆炸现场，卫生部长法赫雷廷·科卡表示受害者已被转送到附近的医院。多位政坛领袖表示哀悼，认为事件是恐怖主义行为。总统埃尔多安发表声明，表示“这场阴险的袭击发生后，我们的警察去到现场，我们的伤者被送往周围的医院。恐怖势力妄图侵占土耳其及土耳其民族的目标不会实现，今天不会，今后也不会，他们只会像昨天那样失败。”共和人民黨以及好党的領導人均譴責此次爆炸。土耳其内政部部长指出，对伊斯坦布尔袭击的命令是从庫爾德武裝控制下的科巴尼下达的。库尔德工人党和叙利亚民主军否認自己與伊斯坦布尔爆炸案有任何聯繫。
阿塞拜疆总统伊利哈姆·阿利耶夫对事件表示“极度震惊”，并表达哀悼之情。巴基斯坦外交部发言人对袭击表示谴责，称会和土耳其人民共同打击恐怖主义。乌兹别克斯坦外交部长弗拉基米尔·诺罗夫祝愿伤者早日康复。约旦副首相艾曼·萨法迪对“骇人听闻的恐怖袭击”表示强烈谴责，称会和土耳其人民团结一致。印度外交部发言人向土耳其当局转达了最深切的慰问及关心。
歐盟高峰會和北大西洋公约组织等海外组织、乌克兰、意大利、希腊、奥地利等国领导人也表示慰问。
11月20日，土耳其空军对叙利亚北部及伊拉克的库尔德分裂势力发动空袭。